# Mimudea tessellalis
Mimudea tessellalis là một loài bướm đêm trong họ Crambidae.